# Imagen Televisión
Imagen Televisión ist ein Fernsehsender in Mexiko, er operiert von Mexiko-Stadt aus und konkurriert hauptsächlich mit den Fernsehkanal Las Estrellas von Televisa und Azteca Uno von TV Azteca.

## Geschichte
Im Jahr 2014 startete die Instituto Federal de Telecomunicaciones ein Ausschreibungsverfahren, um Pakete neuer nationaler Fernsehnetze verfügbar zu machen, die zwei Pakete mit jeweils 123 Sendern waren verfügbar. Drei Bieter gingen weiter in die Endrunde: Grupo Imagen (als Cadena Tres I, S.A. de C.V.), Grupo Radio Centro und Organización Editorial Mexicana, die das ABC-Radio-Netzwerk betreibt. Erst wenige Tage vor dem Tod seines CEO Mario Vázquez Raña schied OEM unerwartet aus und ebnete den Weg dafür, dass Cadena Tres I und GRC am 11. März 2015 zu den Gewinnern erklärt wurden. Imagen zahlte 1,808 Milliarden Pesos für die Konzession.
Die Konzessionen von Imagen binden sie an zwei Versorgungsklauseln, sie müssen bis März 2018 30 Prozent der Bevölkerung in jedem der 32 mexikanischen Bundesstaaten versorgen und innerhalb von fünf Jahren nach der Konzessionsvergabe alle 123 Sender auf Sendung haben. Olegario Vázquez Aldir, CEO von Imagen, kündigte außerdem eine geplante Investition von 10 Milliarden Pesos an, um das Netzwerk über einen Zeitraum von 36 bis 40 Monaten auszubauen. Ein Teil dieser Investition floss in den Bau von Ciudad Imagen (Imagen-Stadt), einer neuen Einrichtung im Stadtteil Copilco in Mexiko-Stadt mit 46.000 m² Nutzfläche, fünf Studios für Unterhaltungsprogramme, einem sechsten für Nachrichten und drei Radiostudios.
Der erste der Startsender, der ausgestrahlt wurde, war der XHCTMX-TDT-Sender in Mexiko-Stadt, der am 19. August 2016 mit Farbbalken unterschrieben wurde. Der Start macht Imagen zum ersten neuen nationalen kommerziellen Netzwerk seit der Privatisierung von Imevisión und daraus resultierenden Gründung von Televisión Azteca im Jahr 1993. Er überträgt hauptsächlich Unterhaltungsprogramme und Nachrichten. Die Morgensendung Sale el sol wird von 9 bis 11:30 Uhr ausgestrahlt und konkurriert mit ähnlichen Angeboten von Las Estrellas und Azteca Uno.